# Сабиний Модест
Сабиний Модест (на латински: Sabinius Modestus) e политик и сенатор на Римската империя през 3 век.
През 241 – 242/243 г. той е управител на провинция Долна Мизия.